# Samuel C. Pomeroy
Samuel Clarke Pomeroy (3 de Janeiro de 1816 – 27 de Agosto de 1891) foi um senador dos Estados Unidos por Kansas em meados do século 19, trabalhando no Senado dos Estados Unidos durante a Guerra Civil Americana. Pomeroy trabalhou na Câmara dos Representantes de Massachusetts. Republicano, também foi o prefeito de Atchison, Kansas, de 1858 a 1859, o segundo presidente da Atchison, Topeka and Santa Fe Railway e o primeiro presidente a supervisionar qualquer construção e operação da ferrovia. Pomeroy sucedeu Cyrus K. Holliday como presidente da ferrovia no dia 13 de Janeiro de 1864.

## Carreira

### Década de 1860
Em 1863, durante a Guerra Civil, Pomeroy escoltou Frederick Douglass ao edifício do Departamento de Guerra para encontrar-se com o Secretário de Guerra Edwin Stanton. Mais tarde, Douglass participou de uma reunião com o Presidente Abraham Lincoln.
Em 1864, Pomeroy era o presidente de um comitê de apoio ao secretário do Tesouro, Salmon P. Chase, para a nomeação republicana sobre o incumbente Presidente dos Estados Unidos, Abraham Lincoln. Pomeroy também falou em apoio à candidatura de Chase no Senado. O comitê de Pomeroy emitiu um manifesto confidencial para os principais republicanos em fevereiro de 1864, atacando Lincoln, que teve o efeito involuntário de galvanizar o apoio a Lincoln e prejudicar seriamente as chances de Chase.

### Década de 1870
Em 18 de Dezembro de 1871, a pedido de Ferdinand Vandeveer Hayden e depois de saber das descobertas da Pesquisa Geológica de Hayden em 1871, Pomeroy apresentou o projeto de Lei da Dedicação no Senado que levou à criação do Parque Nacional de Yellowstone.

### Década de 1880
Durante a Eleição presidencial de 1880 Pomeroy era companheiro de chapa de John W. Phelps no revivido Partido Antimaçônico.

## Acusações de suborno
Durante a eleição senatorial do Kansas de 1873, alegou-se que o Senador Pomeroy pagou 7 000 dólares para o Sr. Alexander M. York, um senador do estado de Kansas, para garantir o seu voto a reeleição ao Senado pela Assembleia Legislativa do Estado de Kansas. York comunicou publicamente que o suposto suborno era uma tentativa de fixar uma acusação de suborno contra o senador. Pomeroy acabou perdendo a eleição para John J. Ingalls. O Senador York também foi um dos irmãos do Dr. William York, uma das vítimas de assassinato da Família Cruel dos Benders.
Pomeroy foi ao Senado no dia 10 de Fevereiro de 1873 para negar as acusações como uma "conspiração... com a finalidade de realizar minha derrota" e pediu a criação de um comitê especial para investigar as acusações. O pagamento dos 7 000 dólares nunca foi contestado por testemunhas, mas em vez de ser um suborno, foi descrito ao comitê como um pagamento que deveria ser repassado para um segundo indivíduo como capital inicial para abrir um banco nacional. O Comitê Especial sobre a Eleição Senatorial do Kansas emitiu seu relatório no dia 3 de Março de 1873, que determinou que não havia provas suficientes para sustentar a acusação de suborno e em vez disso, fazia parte de uma "conspiração combinada" para derrotar o Senador Pomeroy. O Senador Allen G. Thurman de Ohio, discordou com as conclusões do comitê especial, afirmando sua convicção na culpa de Pomeroy e tenta explicar o pagamento como algo diferente de um suborno como "tão improvável, especialmente tendo em conta as circunstâncias da eleição senatorial e que essa dependência não pode ser colocada sobre eles". No entanto, Thurman decidiu não prosseguir com o assunto, pois o dia 3 de março coincidiu com o último dia de mandato do Senador Pomeroy.